# Crucibulum (weekdier)
Crucibulum is een geslacht van weekdieren uit de klasse van de Gastropoda (slakken).
Het is ook een geslacht van paddenstoelen uit de familie Agaricaceae.

## Soorten
- Crucibulum auricula (Gmelin, 1791)
- Crucibulum concameratum Reeve, 1859
- Crucibulum costatum (Say, 1820) †
- Crucibulum cyclopium Berry, 1969
- Crucibulum lignarium (Broderip, 1834)
- Crucibulum marense Weisbord, 1962
- Crucibulum monticulus Berry, 1969
- Crucibulum pectinatum Carpenter, 1856
- Crucibulum personatum Keen, 1958
- Crucibulum planum Schumacher, 1817
- Crucibulum quiriquinae (Lesson, 1830)
- Crucibulum scutellatum (Wood, 1828)
- Crucibulum serratum (Broderip, 1834)
- Crucibulum spinosum (G. B. Sowerby I, 1824)
- Crucibulum springvaleense Rutsch, 1942
- Crucibulum striatum (Say, 1826)
- Crucibulum subactum Berry, 1963
- Crucibulum umbrella (Deshayes, 1830)
- Crucibulum waltonense J. Gardner, 1947